# Medomyia olgae
Medomyia olgae är en tvåvingeart som beskrevs av Boris Borisovitsch Rohdendorf 1926. Medomyia olgae ingår i släktet Medomyia och familjen köttflugor.
Artens utbredningsområde är Iran. Inga underarter finns listade i Catalogue of Life.